# Death Note - Il film: L'ultimo nome
Death Note - Il film: L'ultimo nome (デスノート the Last name?, Desu Nōto the Last name) è un film del 2006 diretto da Shūsuke Kaneko, secondo adattamento live action della serie di manga e anime Death Note, firmati Tsugumi Ōba e Takeshi Obata.

## Trama
Misa Amane, entrata in possesso del Death Note, inizia a imitare "Kira" di cui è una fan. Spedisce poi un messaggio alla redazione di Sakura TV in cui dimostra di poter uccidere a piacimento e chiede all'autentico Kira di incontrarla. Il messaggio viene trasmesso e chiunque tenta di bloccare la messa in onda viene ucciso. Infatti Amane ha "gli occhi", con cui vede nome e cognome di un malcapitato semplicemente guardando il suo viso.
Light Yagami, entrato a far parte del gruppo di ricerca di Kira, capisce che un simile alleato può fargli comodo per uccidere L, che continua a sospettare la sua colpevolezza. Misa riesce a trovare Light e gli chiede di fidanzarsi, assicurandogli pieno sostegno. Proprio quando Misa riesce a vedere L di persona, scoprendone il vero nome, questo la fa rapire e segregare (avendo rinvenuto le prove che ella è il secondo Kira). Dopo diversi giorni di reclusione, ormai allo stremo,  Misa chiede a Rem di ucciderla e la dea della morte la fa rinunciare al Death Note in modo da farle dimenticare di esser stata Kira. Rem riferisce poi a Light l'accaduto, ordinandogli di salvare la ragazza. Egli si fa allora internare, al fine di dimostrare di non poter essere Kira, dopodiché rinuncia anch'egli al quaderno.
Rem consegna il Death Note alla giornalista pro-Kira Kiyomi Takada, che decide di proseguire il lavoro di Kira. Con la continuazione degli omicidi, L è costretto a rilasciare sia Misa che Light, il quale lo aiuta nelle indagini fino ad identificare in Takada la responsabile delle nuove morti. Le viene quindi organizzata una trappola in cui si espone rivelando la sua identità di Kira e il metodo utilizzato per uccidere. Quando i membri del gruppo toccano il Death Note in suo possesso iniziano a vedere Rem, mentre Light riottiene tutte le sue memorie del passato, tornando a essere Kira. Con un frammento del quaderno uccide Kiyomi e torna a essere il proprietario del quaderno. Light aveva inoltre fatto scrivere a Rem una falsa regola secondo la quale chi non scrive più sul Death Note per tredici giorni muore. Essendo stata la detenzione di Misa e Light più lunga, L li scagiona completamente. Light ordina a Misa di recuperare il secondo Death Note che aveva nascosto e di riprendere a uccidere.
L ha però dei dubbi sulla regola dei tredici giorni, quindi manda Soichiro Yagami, padre di Light, e la sua squadra in America con il quaderno, per farlo usare a un condannato a morte e saggiarne così la veridicità. Light aveva però elaborato un piano per far convergere le ricerche del nuovo Kira verso Misa, in modo che Rem, per salvare la vita alla ragazza, uccidesse L e Watari, morendo però anche lei. Mentre L si accascia al suolo, Light ammette di essere Kira e tenta di manipolare il padre per farlo tornare alla base a restituirgli il Death Note, segnando la morte del genitore, ma l'uomo, pur tornando, non muore.
Il Death Note in possesso di Light è infatti un falso ed L non è morto affatto. Egli aveva scritto il proprio nome sul Death Note originale (sacrificandosi), concedendosi 23 giorni di vita e annullando di conseguenza l'efficacia del Death Note di Rem, perché aveva intuito che Light lo volesse sfruttare contro di lui. Aveva poi sostituito il Death Note di Misa con uno fasullo e avere la certezza della colpevolezza di Light.
Light non vuole arrendersi e chiede disperatamente a Ryuk di uccidere tutti per salvarlo, ma Ryuk invece uccide Light in quanto ormai ha perso. Ryuk poi chiede a L se vuole il suo Death Note, ma il detective rifiuta, dichiarando che lo distruggerà. Mentre Light muore, il padre lo tiene tra le sue braccia e dice alla famiglia che è morto ucciso da Kira nel tentativo di fermarlo.
23 giorni dopo, L muore, mentre un anno dopo Misa, ormai priva dei ricordi sul quaderno in seguito alla sua distruzione, festeggia da sola il compleanno dell'amato Light.

## Distribuzione
Il film è stato distribuito da Dynit il 9 agosto 2017 sulla piattaforma streaming VVVVID. Il 13 dicembre 2017 è distribuito da Dynit insieme a Death Note - Il film e Death Note - Il film: Illumina il nuovo mondo in DVD e Blu-ray Disc.

## Incassi
Il film è stato presentato in anteprima il 3 novembre 2006 e ha immediatamente dominato il box office giapponese, rimanendo al numero uno per quattro settimane consecutive, [4] e incassato 5,5 miliardi di yen in Giappone entro la fine dell'anno, rendendolo uno dei più alti incassi dell'anno tra i film giapponesi.
Il film ha ricevuto un'accoglienza prevalentemente positiva da parte di critici e fan. L'elogio era rivolto al tono più oscuro e familiare, alla stimolazione finemente tonica, alla trama ben strutturata, alle esibizioni del cast e al finale soddisfacente, mentre alcune critiche miravano alla percezione della mancanza di fedeltà al materiale di partenza verso la seconda metà del film , insieme al ritmo non raffinato della seconda metà del film, con un po' 'di antipatia per il finale. Christy Lee S.W. di The Star, nella sua recensione del film, ha dichiarato che Kaneko "ha fatto un buon lavoro" nel ritmo del film, aggiungendo che l'aumento della tensione verso la fine ha reso alcuni dei contenuti difficili da capire. Ha anche detto che lo sceneggiatore Tetsuya Oishi ha fatto in modo che i personaggi fossero "ben fatti" e facilmente identificabili.
Su Rotten Tomatoes, il film ha ottenuto un punteggio di approvazione dell'80% basato su 5 recensioni, con un voto medio di 5,6 / 10.

## Colonna sonora
La colonna sonora del film è stata curata da Kenji Kawai e si compone delle seguenti tracce:
1. Yellow Eyes
2. Sympathy
3. Draw Near
4. A Temptation
5. Eveningspot
6. Sakura Terebi Matsuri Ondo
7. Videotape Message
8. Burn With Anger
9. Stranger
10. A Light Shining in the Darkness
11. Warning
12. Dear
13. Imprisonment
14. Weak Point
15. Make A Program
16. Parental Love
17. Tickle a Person's Vanity
18. Trick
19. Desire for Revenge
20. Investigate
21. Narcissism
22. Set a Trap
23. Be Caught in a Trap
24. Advent
25. Feint
26. An Innocent Virgin
27. Decoy
28. Fear
29. Loser
30. Game Over
31. Sad Man
32. The Dignity of Man
33. Pure Love
34. The Last Name

## Sigle
- Apertura - Dani California di Red Hot Chili Peppers
- Chiusura - Snow (Hey Oh) di Red Hot Chili Peppers